# Narcisa Freixas i Cruells
Narcisa Freixas i Cruells (Sabadell, 13 de desembre de 1859 - Barcelona, 20 de desembre de 1926) va ser una compositora catalana –fonamentalment de cançons infantils– i pedagoga musical.

## Biografia
Va combinar els estudis de solfeig i piano amb els de pintura i escultura i va practicar, també, l’escriptura i el teatre. Va començar a compondre als voltants del 1900. El 1908 fundà la Coral Mixta Cultura Musical Popular, on ensenyava solfeig, vocalització i danses populars.Aquesta escola originà una coral formada per nens i noies joves, que actuà en asils, hospitals i presons. El 1917 dictà un curset de pedagogia musical a Barcelona, que, a causa de l'èxit, hagué de repetir a la Biblioteca Nacional de Madrid (amb el títol Perfeccionamiento de los cantos de las escuelas).

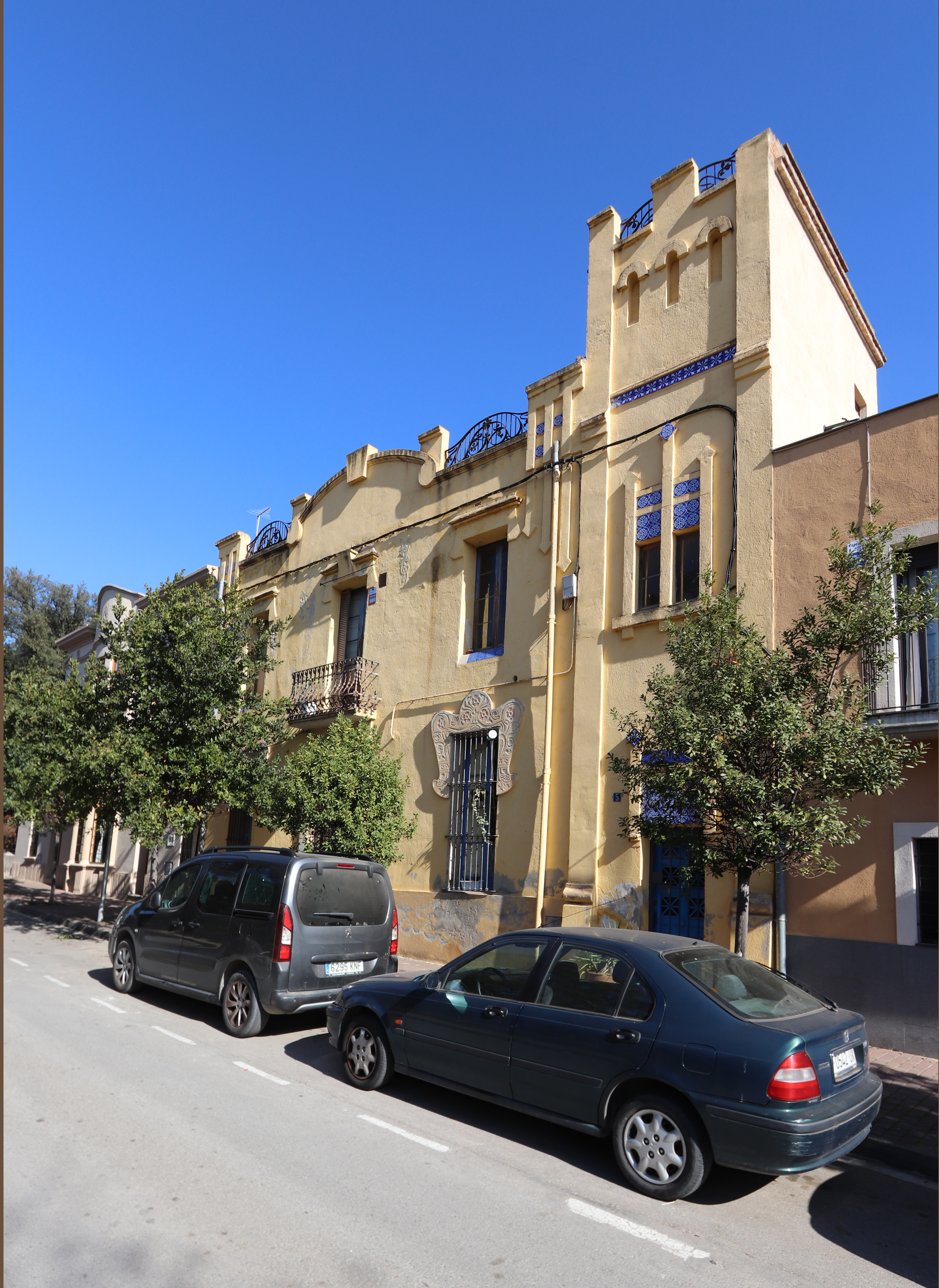
La casa Narcisa Freixas, a plaça de la Garriga que actualment duu el seu nom

Durant un temps residí a la Garriga, on animà la vida intel·lectual local i, després d'anar-hi a prendre uns banys termals, un estiu va decidir de construir-s'hi una casa, que va encarregar a l'arquitecte Joaquim Raspall el 1912. Amb la seva assídua presència a la Garriga, diversos poetes i músics van visitar la població: Joan Maragall, Josep Carner, Josep Maria López-Picó, Rubén Darío, Felip Pedrell, Amadeu Vives, un fill de Wagner, Enric Granados… Precisament aquest últim hi anava amb tota la família i passava llargues temporades molt a prop de la casa de Narcisa Freixas. També va assistir a les seves tertúlies la pintora Lluïsa Vidal, amb qui van ser bones amigues.
Publicà dos reculls de cançons infantils i un de cançons catalanes. Posà música a poesies de diversos autors, com Jaume Sabartés i d'altres –esmentats més avall–; compongué peces de teatre infantil, com Festa completa, La cova del mar i La Pastoreta, i fou autora de diverses sardanes, com les que apareixen al Llibre de les nines, les Cançons amoroses i les Cançons d'infants.
La seva aportació en el camp de la pedagogia musical adreçada als infants fou precursora del moviment de renovació pedagògica musical que tindria lloc anys a venir. En reconeixement de la seva tasca pedagògica, a Madrid li concediren la creu d'Alfons XII, que Narcisa Freixas refusà al·legant que ja se sentia prou honorada amb l'afecte dels infants. També va rebre altres premis, un dels quals a la Segona Festa de la Música Catalana l'any 1905, i un altre als Jocs Florals de Girona el 1908.
Era filla de Pere Freixas Sabater, escriptor, i estudià piano i solfeig amb Joan Pujol, pintura amb Modest Urgell i Inglada i escultura amb Torquat Tasso i Nadal. Participà en diverses exposicions col·lectives.

## Memòria i reconeixement
A més d'un volum d'homenatge publicat el 1928, que recollia les seves cançons (vegeu bibliografia), el 1930 el seu fill –el metge Josep Maria Petit i Freixas– fundà la Llar Infantil Narcisa Freixas, que es mantingué fins a l'any 1958, quan va morir.
A Sabadell hi ha un carrer que duu el seu nom des del 1928. Del 1959 al 1998, un col·legi de Sabadell portà el nom de Narcisa Freixas, que ha recollit el 2019 un nou institut.
A la Garriga, una plaça amb una zona de parc infantil du el seu nom, davant del número 5, on s'alça la que havia estat casa seva i que podria esdevenir centre cultural; és al capdavall del passeig de la Garriga, conegut per les cases d'estiueig modernistes, una avinguda d'un quilòmetre de llarg en direcció nord-sud, paral·lel a la via del tren de la línia de Ripoll.
A Barcelona s'hi dedicà una plaça al districte de Sarrià-Sant Gervasi.
L'any 2019, amb motiu de la celebració del 160è aniversari del seu naixement, el Departament d'Ensenyament de la Generalitat de Catalunya organitzà diversos actes commemoratius i de divulgació entre la població escolar, entre els quals un Premi d'interpretació “Narcisa Freixas 160 anys”, al Conservatori Municipal de Música de Barcelona, adreçat a l'alumnat de grau professional i d'ensenyaments no reglats de música.

## Obres
- Corpus: marcha solemne (1885), obra per a piano signada Asicrán Saxierf
- Festa completa, música per a l'obra de teatre
- Non, non (1879), per a piano
- La pastoreta amb lletra de Manuel de Montoliu i decorat de Moragas i Alarma (estrenada el 12 de maig de 1906)
- Festa completa: amb text de Felip Palma, pseudònim de Palmira Ventós i Cullell (estrenada el 28 d'octubre de 1906 al Teatre Principal de Barcelona)
- Rodamon (1907), obra lírica en dos actes i cinc quadres, text de Rafael Nogueras Oller i música de Narcisa Freixas (estrenada el 8 de novembre de 1907) (comprèn la peça Ballet, dansa popular catalana)[17]
- Vetlla d'amor (1907), obra lírica en dos quadres amb lletra de Joan Molas i Valverde (estrenada el 22 de juny de 1907)[18]
- La cova del mar amb lletra de R. Nogueras i Ollé (estrenada el juny de 1907).
- Cançó sense paraules" i "Joguina" per a violí i piano. Barcelona: Henrich i Companyia, 1928, edició pòstuma.

### Cançons
- A la vora del camí
- Així fan, fan...
- L'agulla, lletra de Francesc Sitjà i Pineda
- L'ametller, lletra de Joan Maragall
- Ay, l'esperansa
- La barca, lletra d'Apel·les Mestres
- Els bons companys
- Buquica, el gran lladre
- Les campanes del convent (entre 1925 i 1930), per a veu i piano
- Cançons amoroses, per a veu i piano (ed. 1916).
- Cançons catalanes (1900), recull de cançons
- Cançons infantils (1905), premi Festa de la Música Catalana, 1905[7]
- Cançons infantils (1908), premi Jocs Florals de Girona
- Corranda (1919), per a veu i piano, amb lletra de Francesc Sitjà
- Decandiment (ca. 1900), lletra de Rafael Nogueras
- La falsa nineta (ca. 1900), lletra d'Artur Masriera i Colomer
- La festa majó, lletra de Josep Martí Folguera
- Lo filador d'or, lletra de Verdaguer, del recull Cançons catalanes
- Mareta meva, tinc por
- El meu branquilló
- Muntanyenca (<1926), per a veu i piano, lletra de Claudi Omar i Barrera
- L'ombra de Nazareth
- Lo pelegrinet
- El pomeró, per a veu i piano amb lletra de Francesc Sitjà
- Les roses (<1926), per a veu i piano amb lletra de Francesc Sitjà
- Somriu amor (ca. 1900), lletra de Rafael Nogueras
- Tra la la, cançó

### Sardanes[19]
- A Sant Medir. Té versió cantada
- Dolça Catalunya
- Festa de Roses (1897), primera sardana. Estrena: Castelló d'Empúries, 1897.[7]
- Flors de la terra
- Vot d'infants (1912),[7] cançó escolar amb lletra de Dolors Monserdà de Macià. Dedicada a la Lliga del Bon Mot.

## Homenatges
- Obres de Narcisa Freixas. Edició d'homenatge. 1928.

### Obres de Narcisa Freixas
- Narcisa Freixas Cançons d'infants. 4 sèries. Obres de Narcisa Freixas. Edició d'homenatge Barcelona: A.G. Successors d'Henrich i Companyia, 1928. Comprèn un estudi introductori sobre l'autora per Josep Maria Petit i Freixas
- Narcisa Freixas Canciones infantiles Barcelona: Gustavo Gili, 1916 (n'hi ha 12 edicions)
- Narcisa Freixas Cançons d'infants: segona sèrie  Barcelona: Casa Dotesio, 1906? (n'hi ha un mínim d'11 edicions. La darrera, Barcelona: Diputació de Barcelona, 1988)
- Narcisa Freixas Cançons catalanes Barcelona: Henrich i companyia, 1900? (nova edició, 2017 Barcelona: Editorial Boileau)
- Narcisa Freixas Cançons amoroses Barcelona: A.Boileau & Bernasconi, 1916. (nova edició, 2017 Barcelona: Editorial Boileau)
- Narcisa Freixas. Lletres de Francesc Sitjà. Piano infantil, petites recreacions per infants. Barcelona: Muntañola, 1918 (nova edició, 2016 Barcelona: Editorial Boileau)
- Narcisa Freixas. Lletres de Francesc Sitjà. Piano infantil. Llibre de nines. Barcelona: Henrich i Companyia, 1928, edició pòstuma.(nova edició, 2016 Barcelona: Editorial Boileau)

- José Maria Petit Freixas La victoria del corazón. Realidades y ensueños de un médico Barcelona: José Maria Petit Freixas, 1950?. Conté cançons de Narcisa Freixas i fotografies de l'Hogar Infantil Narcisa Freixas, Sanatorio Escuela de Niños Inválidos
- Partitures de Narcisa Freixas editades, enllaç a internet.

### Discografia
- CD "Compositores catalanes. Generació modernista". Maria Teresa Garrigosa (soprano) i Heidrun Bergander (piano). La mà de guido. Dip.leg. B-45116-2008.

- CD "Narcisa Freixas (1859-1926) Piano integral". Ester Vela (pianista). La mà de guido. LMG 2161. Dip.leg. B-23421-2019.

### Obres sobre Narcisa Freixas
- Vela, Ester «Narcisa Freixas. L'obra pianística.». Revista Catalana de Musicologia, n. XII. P. 347-389, 2019.
- Rotger, Agnès «Narcisa Freixas, la compositora dels infants». Sàpiens, 20-12-2018.
- AA.VV. Manuel Ribot i Serra. Narcisa Freixas i Cruells. Commemoració centenària de dos sabadellencs il·lustres. Sabadell: 1962. Fundació Bosch i Cardellach.
- Ricard Simó Bach. "Narcisa Freixas i Cruells, pedagoga i compositora". Sabadell: 1980. Revista Quadern, número 16, pàgina 134.
- Carme Rubio i Larramona. '"Narcisa Freixas, compositora i pedagoga". Barcelona: 2001. Serra d'Or, número 494.
- Marta Garcia Molsosa. "Narcisa Freixas a la Garriga". Sabadell: 2009. Quadern de les idees, les arts i les lletres, número 171, pàgina 3-4.
- Ricard Ustrell. "Semblança de Maria Magda Petit, neta de Narcisa Freixas". Sabadell: 2009. Quadern de les idees, les arts i les lletres, número 171, pàgines 6-9.
- Lluís Subirana. "Evocació de Narcisa Freixas". Sabadell: 2009. Quadern de les idees, les arts i les lletres, número 172, pàgines 33-34.
- Redacció. "Narcisa Freixas, dona de la renaixença". Sabadell: 2009. Quadern de les idees, les arts i les lletres, número 173, pàgines 39-40.